# Peter Maloney
Peter Maloney (* 24. November 1944 in Chicago, Illinois) ist ein US-amerikanischer Schauspieler, Regisseur und Dramatiker. Bekanntheit erlangte er durch die Rolle des Bennings im Science-Fiction-Horrorfilm Das Ding aus einer anderen Welt. In seiner mehr als 50 Jahre umfassenden Laufbahn wirkte er in über 80 Filmen und Fernsehserien mit.

## Leben
Peter Maloney gab sein Schauspieldebüt 1968 in einer Nebenrolle in der schwarzen Komödie Greetings – Grüße und in einer Gastrolle in der Krimiserie Heiße Spuren. Nach lediglich kleinen Rollen in Filmen wie Hi, Mom! und Capone spielte er 1975 den Bordmusiker Artie Podell im Columbo-Krimi Traumschiff des Todes. Es folgten Nebenrollen in Filmen wie Ich liebe dich – I Love You – Je t’aime, aber auch weiter Kleinstrollen wie 1979 als Newspaper Clerk im Horrorfilm Amityville Horror.
1982 war Maloney in der deutschsprachigen Literaturverfilmung Der Zauberberg in einer kleinen Rolle als Dr. Blumenkohl zu sehen. Im selben Jahr spielte er eine seiner bekanntesten Rollen als Wissenschaftler George Bennings in John Carpenters Science-Fiction-Horrorfilm Das Ding aus einer anderen Welt. In der Komödie Susan … verzweifelt gesucht mit Madonna verkörperte er die Nebenrolle des Ian. 1986 folgte eine Rolle als Dr. Dominick Princi in Michael Manns Thriller Manhunter – Roter Drache.
Oliver Stone besetzte Maloney 1991 in der Rolle des Colonel Finck in seinem Filmdrama JFK – Tatort Dallas. In den 1990er und 2000er Jahren wirkte er bei zahlreichen bekannten Filmproduktionen mit, erhielt aber meistens nur relativ kleine Rollen. Häufig spielte er in seiner Laufbahn die Rolle eines Arztes, darunter auch 2000 als Dr. Pill in Requiem for a Dream. Seit Mitte der 2000er Jahre wirkte er vermehrt als Darsteller in Fernsehserien mit und verkörperte so unter anderem zwischen 2006 und 2009 in drei Folgen der Serie Rescue Me die Rolle des Uncle Red. Weitere Gastauftritte hatte er unter anderem in Criminal Intent – Verbrechen im Visier, Law & Order: Special Victims Unit, Gossip Girl, The Knick, Gotham und The Marvelous Mrs. Maisel. Seine bislang letzte Filmrolle spielte Maloney 2017 als Mr. Del Tufo in der Liebeskomödie Class Rank. Seine letzte Fernsehrolle folgte 2020 als Boris in zwei Folgen von Dispatches from Elsewhere.
Als Bühnendarsteller ist Maloney für die Atlantic Theater Company, das Ensemble Studio Theatre und das Irish Repertory Theatre am Off-Broadway tätig. Er gehörte außerdem vier Jahre lang zum Ensemble der von 1968 bis 1973 bestehenden, experimentellen New Yorker Theatergruppe The Open Theater und trat hierbei auch in Europa auf. Als Dramatiker und Regisseur wirkte er selbst an der Entstehung und Produktion mehrerer Bühnenstücke mit. Maloney ist Mitglied im The Actors Studio und moderiert dort regelmäßig Veranstaltungen für Dramatiker und Regisseure.
Neben seiner Leinwand- und Bühnenkarriere unterrichtete Maloney fünf Jahre lang als Lehrer für Schauspiel und Regie an der Juilliard School.
Peter Maloney ist seit 1981 mit der Schauspielerin Kristin Griffith verheiratet.

## Filmografie (Auswahl)
- 1968: Greetings – Grüße (Greetings)
- 1968: Heiße Spuren (N.Y.P.D., Fernsehserie, eine Folge)
- 1969: Putney Swope
- 1970: Hi, Mom!
- 1975: Capone
- 1975: Columbo: Traumschiff des Todes (Troubled Waters, Fernsehfilm)
- 1979: Hair
- 1979: Ich liebe dich – I Love You – Je t’aime (A Little Romance)
- 1979: Vier irre Typen – Wir schaffen alle, uns schafft keiner (Breaking Away)
- 1979: Amityville Horror (The Amityville Horror)
- 1979: My Old Man (Fernsehfilm)
- 1980: Spuren ins Nichts (Hide in Plain Sight)
- 1980: Kinder des Todes (The Children)
- 1980: Moviola – Marilyn: Die Geburt einer Legende (This Year’s Blonde, Fernsehfilm)
- 1980: Terror in New York (Revenge of the Stepford Wives, Fernsehfilm)
- 1982: Der Zauberberg
- 1982: Das Ding aus einer anderen Welt (The Thing)
- 1982: Lou Grant (Fernsehserie, eine Folge)
- 1982: Chefarzt Dr. Westphall (St. Elsewhere, Fernsehserie, eine Folge)
- 1985: Susan … verzweifelt gesucht (Desperately Seeking Susan)
- 1986: Manhunter – Roter Drache (Manhunter)
- 1986: Spenser (Spenser: For Hire, Fernsehserie, eine Folge)
- 1987: CBS Summer Playhouse (Fernsehserie, eine Folge)
- 1989: Roadhome
- 1990: Julia und ihre Liebhaber (Tune in Tomorrow…)
- 1991: JFK – Tatort Dallas (JFK)
- 1992: Der Reporter (The Public Eye)
- 1992: All My Children (All My Children, Fernsehserie, eine Folge)
- 1993, 2002: Law & Order (Fernsehserie, 2 Folgen)
- 1994: Robot in the Family
- 1994: Der steinige Weg zur Gerechtigkeit (Assault at West Point: The Court-Martial of Johnson Whittaker, Fernsehfilm)
- 1995: Jeffrey
- 1996: Extrem … mit allen Mitteln (Extreme Measures)
- 1996: Thinner – Der Fluch (Thinner)
- 1996: Hexenjagd (The Crucible)
- 1997: Private Parts
- 1997: Boys Life 2
- 1997: Washington Square
- 1998: Liebe in jeder Beziehung (The Object of My Affection)
- 1998: Untermieter aus dem Jenseits (Curtain Call)
- 1998: Dangerous Kids – Highschool der Hoffnung (Thicker Than Blood, Fernsehfilm)
- 1999: Summer of Sam
- 2000: Risiko – Der schnellste Weg zum Reichtum (Boiler Room)
- 2000: Requiem for a Dream
- 2000: Ed – Der Bowling-Anwalt (Ed, Fernsehserie, eine Folge)
- 2001: K-PAX – Alles ist möglich (K-Pax)
- 2001, 2006: Criminal Intent – Verbrechen im Visier (Law & Order: Criminal Intent, Fernsehserie, 2 Folgen)
- 2003: Shortcut to Happiness – Der Teufel steckt im Detail (The Devil and Daniel Webster / Shortcut to Happiness)
- 2004: Law & Order: Special Victims Unit (Fernsehserie, eine Folge)
- 2006–2009: Rescue Me (Fernsehserie, 3 Folgen)
- 2007: Gossip Girl (Fernsehserie, eine Folge)
- 2012: A Gifted Man (Fernsehserie, eine Folge)
- 2013: Brightest Star
- 2014: Black Box (Fernsehserie, eine Folge)
- 2014: The Knick (Fernsehserie, eine Folge)
- 2014: Gotham (Fernsehserie, eine Folge)
- 2016: Bull (Fernsehserie, eine Folge)
- 2017: Class Rank
- 2017: The Good Fight (Fernsehserie, eine Folge)
- 2019: Dickinson (Fernsehserie, eine Folge)
- 2019: The Marvelous Mrs. Maisel (Fernsehserie, eine Folge)
- 2020: Katy Keene (Fernsehserie, Folge 1x01)
- 2020: Dispatches from Elsewhere (Fernsehserie, 2 Folgen)